# Fissidens pseudoplumosus
Fissidens pseudoplumosus là một loài Rêu trong họ Fissidentaceae. Loài này được Bizot & Onr. ex Brugg.-Nann. mô tả khoa học đầu tiên năm 1997.